# Assassin's Creed II
Assassin's Creed II es un videojuego de acción-aventura de mundo abierto y sigilo desarrollado por Ubisoft Montreal y publicado por Ubisoft. Es la segunda entrega de la serie Assassin's Creed y la secuela de Assassin's Creed de 2007. El juego se lanzó por primera vez en PlayStation 3 y Xbox 360 en noviembre de 2009, y luego estuvo disponible en Microsoft Windows en marzo de 2010 y en OS X en octubre de 2010.
La trama del juego se desarrolla en una historia ficticia de eventos del mundo real y sigue la lucha milenaria entre los Asesinos, que luchan por preservar la paz y el libre albedrío, y los Templarios, que desean la paz a través del control. La historia se ambienta en el siglo XXI y sigue a Desmond Miles mientras revive los recuerdos genéticos de su antepasado, Ezio Auditore da Firenze, para descubrir los misterios que dejó una antigua raza conocida como la Primera Civilización con la esperanza de poner fin al conflicto entre asesinos y templarios. La narración principal tiene lugar en el apogeo del Renacimiento en Italia, de 1476 a 1499, y sigue el viaje de Ezio como asesino mientras busca venganza contra los responsables de la muerte de su padre y sus hermanos. La jugabilidad se centra en el uso de las habilidades de combate, sigilo y parkour de Ezio para derrotar a los enemigos y explorar el entorno. El juego presenta un gran mundo abierto que abarca varias ciudades italianas, como Florencia, Venecia, Monteriggioni, San Gimignano y Forlì, todas recreadas con precisión para adaptarse al contexto histórico del juego.
Usando un motor de juego Anvil recientemente actualizado, Assassin's Creed II comenzó su desarrollo poco después del lanzamiento de Assassin's Creed. Como parte de la campaña de marketing del juego, Ubisoft lanzó un cortometraje de acción real de tres partes, titulado Assassin's Creed: Lineage, que sirve como precuela de la historia principal y está protagonizado por la mayor parte del elenco del juego. Durante el desarrollo, dos capítulos, titulados La batalla de Forlì (The Battle of Forlì) y La hoguera de las vanidades (Bonfire of the Vanities), se eliminaron del juego debido a limitaciones de tiempo, pero finalmente se lanzaron como paquetes de expansión descargables en Xbox Live y luego en otras plataformas. Se pueden canjear bonificaciones adicionales del juego, como misiones, atuendos y armas, a través del servicio Uplay de Ubisoft.
Assassin's Creed II recibió elogios de la crítica por parte de las publicaciones de videojuegos, con elogios por su narrativa, personajes, diseño del mundo y mejoras con respecto al primer juego. Sin embargo, la versión para PC recibió algunas críticas relacionadas con el sistema de gestión de derechos digitales (DRM), por lo que se eliminó permanentemente el DRM siempre en línea. Considerado uno de los mejores videojuegos de la historia, vendió más de nueve millones de copias en seis meses. El juego generó dos secuelas directas: Assassin's Creed: Brotherhood (2010) y Assassin's Creed: Revelations (2011), y un spin-off, Assassin's Creed II: Discovery (2009), todas las cuales amplían la historia de Ezio al tiempo que introducen nuevas tramas, personajes y ubicaciones. La siguiente entrada numerada de la serie, Assassin's Creed III, se lanzó en 2012. Las versiones remasterizadas de Assassin's Creed II, junto con Brotherhood y Revelations, se lanzaron como parte de la compilación The Ezio Collection para PlayStation 4 y Xbox One el 15 de noviembre de 2016, y para Nintendo Switch el 17 de febrero de 2022.

## Argumento
Desmond Miles consigue huir de los laboratorios de Abstergo gracias a Lucy Stillman, una asesina encubierta. Lucy roba la información del Sujeto 16 de Abstergo y se la entrega a Rebecca Crane, quien la introduce en el Animus 2.0 para que Desmond "entrene" en menos tiempo. Tras un par de peleas a golpe limpio con los guardias de Abstergo, escapan en un coche hacia al refugio de asesinos actuales. Allí, como en Abstergo, los asesinos poseen un Animus, una máquina que permite conocer la vida de tus antepasados volviendo a su época. Esta vez, Desmond se transporta al Renacimiento, donde conoce a su antepasado, Ezio Auditore Da Firenze.
Ezio Auditore Da Firenze, un joven florentino que vivía la dolce vita a sus 17 años, se encuentra en un momento trágico de su vida, cuando las familias "amigas" de los Auditore conspiran contra su familia y consiguen encarcelarlos. Ezio logra hablar con su padre, Giovanni Auditore, banquero de la ciudad y asesino en secreto, en la cárcel, donde este le dice a su hijo que vaya a su casa, atraviese un pasadizo que hay en la chimenea, descubra una habitación secreta y se apropie de todo lo que encuentre allí. Ezio descubre en la habitación un baúl de su padre, en el cual hay una vestimenta de asesino, una espada y una hoja oculta rota, que más tarde Leonardo Da Vinci reparará. Ezio no consigue impedir que asesinen a su padre y sus dos hermanos, Federico y Petruccio y huirá de Florencia con el resto de su familia: su hermana, Claudia, y su madre, María. En camino hacia la Toscana, Ezio y sus familiares, son emboscados por un grupo de soldados dirigidos por Vieri de' Pazzi, enemigo de Ezio, en medio de campo abierto, pero para su suerte es rescatado al borde de la derrota por su tío Mario Auditore, que los lleva a su pequeña villa, Monteriggioni, donde Ezio aprenderá lo básico en lo referente a manejarse con la espada, así como técnicas de evasión y defensa, mientras aprende simultáneamente los secretos de su familia.
Ezio Auditore logrará crecer como hombre a la vez que mejora sus habilidades como asesino, fundamentales para llevar a buen puerto los desafíos que le esperan en la Italia Renacentista. Para ello, contará con la ayuda de personajes históricos tan influyentes como Leonardo da Vinci, cuya visionaria concepción del arte, la naturaleza y la tecnología le llevarán a diseñar todo tipo de instrumentos con la única intención de ayudar a su querido amigo Ezio. Más allá de la venganza, se revela la necesidad de perpetrar el trabajo que, durante años, había llevado a cabo su progenitor entre las sombras.
Después de dar caza y asesinar a todos aquellos que conspiraron contra su familia, logrando eliminar la influencia templaria de los Pazzi en Florencia y ahora en Venecia de los Barbarigo, Ezio se enfrenta al líder de la Orden de los Templarios, Rodrigo Borgia, este último logra eludirlo pero pierde el "Fruto del Edén". Años después, Rodrigo Borgia se convierte en Papa, logrando así obtener el poder de la llave que comparte poderes con el "Fruto". Ezio viaja a Roma, se infiltra en el Vaticano y se abre paso hasta la Capilla Sixtina, allí consigue vencer al poderoso templario, aunque, justo antes de asesinarlo, Borgia consigue zafarse y empuja a Ezio. Con ayuda del "Fruto del Edén" colocado en el cetro Papal, consigue abrir una cámara creada por "los antiguos", en la cual y según el templario debería estar Dios. Ezio entra en esa extraña cripta y se encuentra con Minerva, una miembro de la Primera Civilización, ella habla sobre algo incomprensible para el, puesto que es un mensaje dirigido a Desmond a través de los recuerdos del asesino, donde le dice que una llamarada solar enorme podría llegar a destruir el campo magnético de la tierra y causar una inversión de los polos magnéticos, lo que podría causar que el planeta se vuelva geológicamente inestable.
Una vez finalizado el mensaje de la precursora, termina la secuencia del Animus y justo en ese momento los templarios consiguen averiguar la localización exacta del refugio. Llegan soldados y Warren Vidic, con quien tiene una amarga conversación sobre lo que cometió al huir de Abstergo, mientras Desmond pelea fieramente con una hoja oculta que Lucy le proporciona. Durante el combate, los cuatro asesinos del refugio consiguen huir, al igual que Warren Vidic y los templarios restantes. La historia concluye con los cuatro asesinos huyendo en una camioneta hacia una cabaña situada en el norte, hablando sobre como ponerse a trabajar para averiguar más información y saber como detener los planes de Abstergo.

## Sistema de juego
Aún se conserva el mismo estilo de juego que en Assassin's Creed, pero con una gran variedad de mejoras y añadidos. A diferencia de la primera entrega, los jugadores no se encontrarán continuamente en la trama de una misión, sino que podrán iniciarlas cuando gusten, teniendo la posibilidad de andar libremente por el entorno virtual del juego, completar misiones secundarias, etc. Se han trabajado los sistemas de combate y escalada. En cuanto al combate, se han añadido nuevas armas y contraataques. Mientras que en el primer videojuego de la saga sólo se contaba con el armamento que se proporcionaba a los jugadores a medida que iban completando misiones, ahora es posible contrarrestar a los enemigos estando desarmados, arrebatándoles sus armas (en el caso de que el enemigo no sea milicia, será preciso que este se encuentre débil) y hacer uso de ellas en beneficio propio. Respecto al sistema de escalada, ahora los edificios, especialmente las atalayas, han sido creados con el fin de que los jugadores se enfrenten a un puzle que deberán resolver para poder conquistar la cima del edificio (los jugadores deberán encontrar los salientes adecuados para poder trepar por los edificios).
También existen, entre las diversas misiones secundarias que el juego ofrece, las tumbas de asesinos (que fueron legendarios asesinos en su época y son conmemorados en este juego con monumentos). Existen un total de 6 tumbas. Cada una será un desafío para los jugadores, que pondrá a prueba sus habilidades de escalada, sigilo y velocidad para poder penetrar a través de los distintos escenarios, llenos de enemigos, trampas, puzles de escalada, etc. Cada tumba tiene una recompensa monetaria y un sello de asesino, necesario para obtener la armadura del legendario Altair.
En el juego Ezio es ayudado también por el pintor, anatomista, arquitecto, artista, botánico, científico, escritor, escultor, filósofo, ingeniero, inventor, músico, poeta y urbanista, Leonardo da Vinci, este con el descifrado de las páginas de los códigos que Ezio le debe llevar te construirá armas especiales como las hojas ocultas, hojas de veneno, el revólver oculto y una máquina voladora que usarás durante las misiones de Venecia, puedes bajar el nivel de tu notoriedad sobornando heraldos o quitando carteles con tu imagen. Si tienes suficientes florines (dinero) puedes mejorar la villa de tu tío (quien también te enseñará trucos y clases para mejorar tus atributos)lo que te generara ingresos por impuestos que puedes usar para comprar mejores armas y todo lo que se pueda comprar en el comercio como ser medicinas, obras de arte, mejoras con la sastrería que igual aumentaran el valor de la Villa y por lo tanto tus ingresos, solo debes regresar a la Villa a recoger el dinero en el cofre cuando el juego te lo avisa. Cuando te enzarces en una pelea y la quieres eludir puedes zambullirte en el agua o esconderte en la paja para no ser detectado siempre y cuando ningún guardia este persiguiéndote (marcador en rojo).
El juego cuenta con información histórica de cada personaje y con una misión especial en la que serás el legendario Altair. Para acceder a la última misión "Asesinar a Rodrigo Borgia" es necesario haber recolectado las 30 páginas del Códice, por ello es necesario coleccionarlas y llevárselas a Leonardo para que las descifre, posibilitando que aumente la barra de vida y se puedan utilizar nuevas armas. Al final del juego tendremos una misión especial durante los créditos y también descubriremos una verdad que marcará la historia de los videojuegos, si quieres al terminar el juego puedes hacer escalamiento de todas las Atalayas, recolectar todas las plumas, las misiones de mensajero y de asesino.

### Mensajes ocultos
Durante el juego se van desbloqueando ciertos segmentos de vídeo llamados "La Verdad", los cuales fueron dejados por el sujeto 16 dentro del Animus por medio de puzles con mensajes ocultos y subliminales. Estos se encuentran codificados de diferentes formas, desde código binario hasta código morse, los cuales están escondidos en edificios históricos o alrededor de las ciudades, resaltando con un cierto brillo fácil de distinguir. Una vez encontrados los 20 más el código secreto que se encuentra en la tumba auditore, la cual se obtiene por 20 UBI POINTS. Los códigos o símbolos se registrarán en el Animus 2.0 y se podrá ver un vídeo mostrando una breve escena del inicio de los tiempos. En el vídeo la cámara es en primera persona junto a Adán y Eva, quienes escapan con el Fruto del Edén.

## Reparto de personajes
- Roger Craig Smith como Ezio Auditore.
- Kristen Bell como Lucy Stillman.
- Nolan North como Desmond Miles y Adam.
- Fred Tatasciore como Mario Auditore.
- Carlos Ferro como Leonardo da Vinci y el doctor de Federico Auditore.
- Manuel Tadros como Rodrigo Borgia.
- Romano Orzari como Giovanni Auditore.
- Ellen David como Maria Mozzi.
- Angela Galuppo como Claudia Auditore, Petruccio Auditore, Bianca Riario y Ottaviano Riario
- Elias Toufexis como Federico Auditore y Ugo.
- Carlo Mestroni como Antonio de Magianis.
- Lita Tresierra como Rosa.
- Michel Perron como Uberto Alberti.
- Roc LaFortune como Carlo Grimaldi.
- Alex Ivanovici como Lorenzo de Medici, Bartolomeo d'Alviano y Girolamo Savonarola.
- Arthur Grosser como Jacopo de' Pazzi.
- Arthur Holden como Emilio Barbarigo.
- Danny Wallace como Shaun Hastings.
- Eliza Schneider como Rebecca Crane.
- Cam Clarke como el Sujeto 16 y el asistente de Leonardo, etc.
- Harry Standjofski como Silvio Barbarigo Il Rosso y Antonio Vespucio.
- Tony Robinow como Marco Barbarigo y Stefano de Bagnone.
- Vito DeFilippo como La Volpe.
- Yuri Lowenthal como Vieri de' Pazzi.
- Andreas Apergis como Francesco de' Pazzi y Checco Orsi.
- Claudia Ferri como Paola.
- Margaret Easley como Minerva.
- Nadia Verrucci como hermana Teodora Contanto y Beatrice.
- Anne-Marie Baron como Annetta.
- Cristina Rosato como Caterina Sforza.
- Shawn Baichoo como Nicolás Maquiavelo, Antonio Maffei y Duccio de Luca.
- Amber Goldfarb como Cristina Vespucio.
- Marcel Jeannin como el arquitecto de Villa Auditore y Poliziano.
- Michael Gough como ciudadanos.
- Nick Jameson como Giovanni Giocondo.
- Paula Jean Hixson como Amelia.
- Phil Proctor como Warren Vidic.
- Thierry Kazazian como Warren Vidic.
- Gilbert Lachance como Ezio Auditore.
- Tod Fennell, Gualtiero Scola y Donald Reignoux como Bernardo Bandini Baroncelli.
- Marc Alfos como Mario Auditore.
- Guy Chapelier como Carlo Grimaldi.
- Nicolas Charbonneaux como Desmond Miles.
- Christian Pellissier como Silvio Barbarigo.
- Daniel Picard como Giovanni Auditore.
- Stéphane Ronchewski como Lorenzo de Médici.

## Desarrollo

### Contenido descargable
Tanto para la versión de Xbox 360 como para la de PlayStation 3 existen dos secuencias bloqueadas, las cuales deben de ser descargadas para poder ser jugadas, estas son: Secuencia 12: La batalla de Forli y Secuencia 13: La hoguera de las vanidades. Dichas secuencias vienen pre-incluidas en el juego para PC.

### Versión para Microsoft Windows
Ubisoft confirmó la fecha de lanzamiento de este juego para el 4 de marzo de 2010 en Norteamérica en dos versiones: Estándar y Black Edition (esta última tiene contenido adicional como arte conceptual y banda sonora).
La versión para PC de Assassin's Creed 2 requería obligatoriamente una conexión a Internet para su funcionamiento, debido al nuevo sistema de antipiratería de Ubisoft. Este sistema sacaba al jugador de la partida si desconectaba o perdía su conexión a Internet, por lo que se conservarían únicamente los progresos desde el último punto guardado.

## Recepción
El videojuego debutó en el puesto número 1 en Estados Unidos, Canadá, Suecia, Francia, España y Australia y dentro del «Top 50» en más de diez países, en su primera semana de venta registró ventas de más de 50 500 unidades solamente en los Estados Unidos, superando las expectativas que tenía Ubisoft en el juego y en Canadá registró ventas de 5300 unidades vendidas en su primera semana de venta, luego de tres semanas de su lanzamiento el videojuego ha logrado vender más de 94 900 unidades en los Estados Unidos y 30 000 unidades en Canadá, en total Assassin's Creed II ha logrado vender tres millones de unidades mundialmente.
Ubisoft confirmó que un juego nuevo de Assassin's Creed sería lanzado en noviembre de 2010, y que tendría, de nuevo, a Ezio Auditore como protagonista. El director general Yves Guillemot confirmó que el juego tendría un "componente multijugador". El 10 de mayo de 2010 se lanzó un trailer para el juego, llamado Assassin's Creed: Brotherhood, el juego fue anunciado oficialmente en un comunicado de prensa de Ubisoft el 11 de mayo de 2010, y fue lanzado el 16 de noviembre de 2010. Según los desarrolladores Brotherhood no es "Assassin's Creed 3", ya que la tercera entrega no sería protagonizada por un personaje preexistente.